# Тарик Азиз
Та́рик Ази́з (араб. طارق عزيز‎, сир. ܜܪܩ ܥܙܝܙ, урожд. Михаил (Мишель) Юханна, сир. ܡܝܟܐܝܠ ܝܘܚܢܢ, араб. ميخائيل يوحنا‎; 28 апреля 1936, Тель-Кеппе — 5 июня 2015, Насирия) — иракский государственный и политический деятель, министр информации (1974—1977), иностранных дел (1983—1991) и заместитель премьер-министра Ирака (1979—2003), член Совета революционного командования; являлся одним из ключевых и ближайших соратников президента Ирака Саддама Хусейна, а также единственным христианином в его правительстве.

## Биография

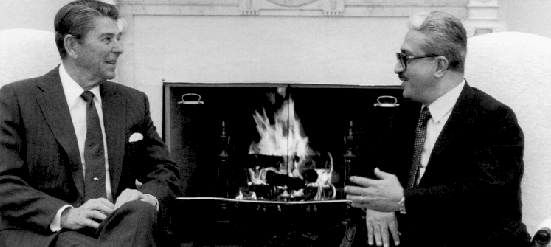
Рональд Рейган принимает Азиза в Белом доме, 1984

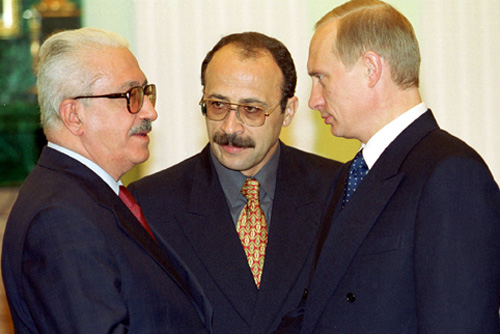
Азиз с президентом России Владимиром Путиным в Кремле 26 июля 2000.

Родился 28 апреля 1936 года в деревне Тель-Кеппе на севере Ирака в ассирийской семье католиков-халдеев; в юности сменил имя, чтобы соответствовать преимущественно мусульманскому населению страны и избежать проблем, вызванных христианским происхождением. В 1946 году вместе с матерью переехал в Багдад; в 1957 году окончил отделение английского языка филологического факультета Багдадского университета и стал работать учителем английского языка и литературы; в том же году устроился на работу в газету «Аль-Джамахир» и вступил в партию «Баас», был редактором подпольных газет. Служил в армии.
После прихода Баас к власти в июле 1968 года был назначен главным редактором центрального печатного органа партии — газеты «Ас-Саура» С 1969 года — глава Ассоциации печати, контролирующей средства массовой информации, в 1971—1979 — главный редактор партийной газеты «Аль-Тавра».

## Политическая карьера
В 1974-1977 годах — министр информации, с 1977 года — член Совета революционного командования; в октябре того же года покидает министерский пост, но Саддам Хусейн, став президентом, назначил Азиза вице-премьером.
В 1983-1991 гг. и 2001-2003 гг. - министр иностранных дел. Неоднократно посещал СССР и Российскую Федерацию, в последний раз приезжал в Москву в январе 2002 г.
1 апреля 1980 года пережил покушение — члены проиранской шиитской партии «Дава» бросили в него ручную гранату; в результате погибло несколько человек.

С 24 января 1983 года — 23 марта 1991 года — министр иностранных дел. С июля 1995 — глава комитета по внешней политике.
14 февраля 2003 года был удостоен аудиенции у папы римского Иоанна Павла II в Ватикане, в ходе которой обсуждались вопросы разоружения и международных отношений; в частности, папа отметил необходимость «соблюдать конкретные обязательства, принятые по резолюциям Совета безопасности ООН».

## Судебные процессы
24 апреля 2003 года сдался американским войскам и 1 июля 2004 года предстал перед судом, на котором ему были предъявлены обвинения в военных преступлениях.
29 апреля 2008 года иракский Верховный трибунал предъявил Тарику Азизу обвинение в казни нескольких десятков торговцев в 1992, которые были осуждены по обвинению в искусственном завышении цен на товары первой необходимости в условиях введенных против Ирака санкций, и 11 марта 2009 года приговорил его к 15 годам тюремного заключения; 3 августа был дополнительно приговорён к 7 годам тюремного заключения за участие в насильственном выселении курдов из северо-восточных районов Ирака.
26 октября 2010 года был приговорён к смертной казни за участие в расправах над шиитами в 1999 году, однако 17 ноября президент Ирака Джаляль Талабани отказался подписывать приговор. 29 ноября был приговорён к 10 годам лишения свободы за преступления против шиитской религиозной группы курдов-файли.
16 марта 2011 года Высший уголовный суд Ирака приговорил Азиза к пожизненному заключению по обвинению в причастности к убийствам шиитских политических деятелей в 1980-х гг.; 21 апреля он был оправдан по делу об убийстве в 1994 году в Бейруте иракского диссидента Бану Тамим Шейха Талиба аль-Сухайля аль-Тамими, 18 августа через своего адвоката передал письмо премьер-министру Нури аль-Малики с просьбой приблизить дату казни в связи с тяжёлым состоянием здоровья.
Скончался 5 июня 2015 года в больнице города Насирия, куда был доставлен из тюрьмы после перенесённого инфаркта. Похоронен в иорданском городе Мадаба, просьбу о похоронах в Иордании Азиз высказывал ещё при жизни.

## Семья
В 2001 году один из двух его сыновей, Зияд, был арестован по обвинению в коррупции и контрабанде через иорданскую границу и осуждён на 22 года лишения свободы; вскоре после этого Азиз подал в отставку, но Саддам не принял её. С началом войны супруга и дети Азиза перебрались в Иорданию и получили гражданство этой страны. Один из сыновей проживает в России.